# Liste de pierres à cupules en France
 (avril 2023).
- Si vous ne connaissez pas le sujet, laissez ce bandeau (vous pouvez alors contacter les auteurs).
- Si vous supprimez le contenu mis en cause (vous pouvez préalablement contacter les auteurs),

argumentez précisément cette suppression dans la page de discussion
(un manque de référence n'est pas un argument ; une recherche réelle de référence doit avoir été effectuée, être formellement documentée).
Cet article recense les pierres à cupules de France. En cliquant sur les coordonnées indiquées, on peut afficher leur position géographique.

## Liste

### Ain
- Magnieu : pierre à cupules de Magnieu[1] 9 cupules. Découverte en 1909 au Sud du lac de Barre ou de Bart. Classée MH par arrêté du 20 décembre 1920 sous la référence PA00116421. Déplacée au parc Jean-Pierre Camus du Palais Episcopal de Belley.
- Vesancy : Bloc erratique de Riant Mont avec cupules & polissoir. Classé site naturel de l’Ain  le 14 juin 1909.(46° 21′ 07″ N, 6° 05′ 52″ E)

### Allier
- La Chabanne : pierre de Chambonnière (46° 01′ 19″ N, 3° 45′ 33″ E)

### Alpes-de-Haute-Provence
- Montclar : Pierres à sacrifice (cupules) du Lac St-Léger 44° 25′ 22″ N, 6° 20′ 13″ E
- Le Lauzet-Ubaye : Pierre à cupules près  Lac Noir (vallée de La Blanche) 44° 23′ 40″ N, 6° 24′ 33″ E

### Hautes-Alpes
- Abriès-Ristolas : lieu Le Châtelard près de La Monta, pierre avec deux cupules à une dizaine de m de la sépulture du 1er Âge du Fer trouvée en 1834[2] ;
- L'Argentière-la-Bessée : Pierre à cupules du Vallon du Fournel ;
- Le-Monêtier-les-Bains : Pierre à cupules de l'Eychauda récemment découverte ;
- Le-Puy-Saint-Pierre : Pierre à cupules  récemment découverte sur la route ;
- Névache : Pierres à cupules de Lacou : une cinquantaine de cupules sont observables sur six blocs à proximité de la Chapelle Notre-Dame de Bon Secours (Lacou) (45° 01′ 18″ N, 6° 35′ 14″ E)
- Saint-Chaffrey : pierre aux Œufs, 13 cupules (44° 55′ 37″ N, 6° 37′ 17″ E)

### Dordogne
- Saint-Paul-la-Roche : la pierre à cupules  (45° 29′ 51″ N, 0° 58′ 34″ E )

### Drôme
- Mours-Saint-Eusèbe : pierre du mal au ventre. 9 cupules  (45° 04′ 14″ N, 5° 03′ 06″ E

### Finistère
- Landunvez : affleurement à cupules de Kerandron
- Lennon: Dolmen de Pendreau 48° 11′ 14″ N, 3° 55′ 19″ O
- Loctudy: Stèle de Kerandouin 47° 48′ 19″ N, 4° 11′ 23″ O
- Plomeur: menhir de Saint-Turnel 47° 50′ 42″ N, 4° 20′ 02″ O
- Ploudalmézeau: dolmen de la pointe du Guilliguy 48° 33′ 15″ N, 4° 42′ 13″ O
- Plougonvelin: Gibet des Moines 48° 19′ 59″ N, 4° 45′ 59″ O
- Sibiril: affleurement à cupules de Créac'h al Lia 48° 41′ 25″ N, 4° 05′ 29″ O
- Treffiagat: affleurement à cupules de Reun 47° 47′ 45″ N, 4° 14′ 44″ O

### Haute-Garonne
- Billière :  Le Cailhaou dets Pourrics (Pierre des Poussins)[3] 42° 48′ 54″ N, 0° 32′ 11″ E

### Hérault
- Trumauquiés : ruines mégalithiques de Trumauquiés (43° 45′ 23″ N, 3° 42′ 50″ E)

### Isère
Dans le nord de l'Isère on trouve une vingtaine de pierres à cupules.
- Charvieu-Chavagnieu[5]  pierre au Montanet (fiche à rapprocher des fiches de Janneyrias ou Charvieu-Chavagnieu-Pont).
- Chozeau : Chaise du Seigneur  42 cupules (45° 41′ 45″ N, 5° 11′ 48″ E), une pierre de la grotte du renard est mentionnée sans localisation[6], fiche INV_0698,  altitude 267 m, ce qui la situe sur le haut de la colline du Bessey, ou sur un versant boisé.
- Colombier-Saugnieu[6],[5] : 3 pierres répertoriées dont une semble localisée sur la commune de Satolas-et-Bonce (modification de la fiche d'inventaire en 2016)
- Diemoz. pierre a cupules en bordure de pré, cupules très distinctes de différents diamètres.
- Janneyrias[5]. Plusieurs pierres au Montanet (4 fiches, dont une portant l'altitude 1 500 m(?!!!) et d'autres la mention de Charvieu-Chavagnieu-Pont
- Jardin : quelques pierres à cupules sont observables non loin de la Tour de Montléans (45° 29′ 58″ N, 4° 54′ 11″ E)
- Panossas  (45° 40′ 07″ N, 5° 12′ 46″ E) Table à ras du sol à 20 m du chemin.
- Roche :  dans le bois de "La Tour" (vers Bonnefamille), chemin non balisé mais un beau lutrin en bois indique ce qu'est cette pierre à cupules (45° 35′ 23″ N, 5° 08′ 13″ E)

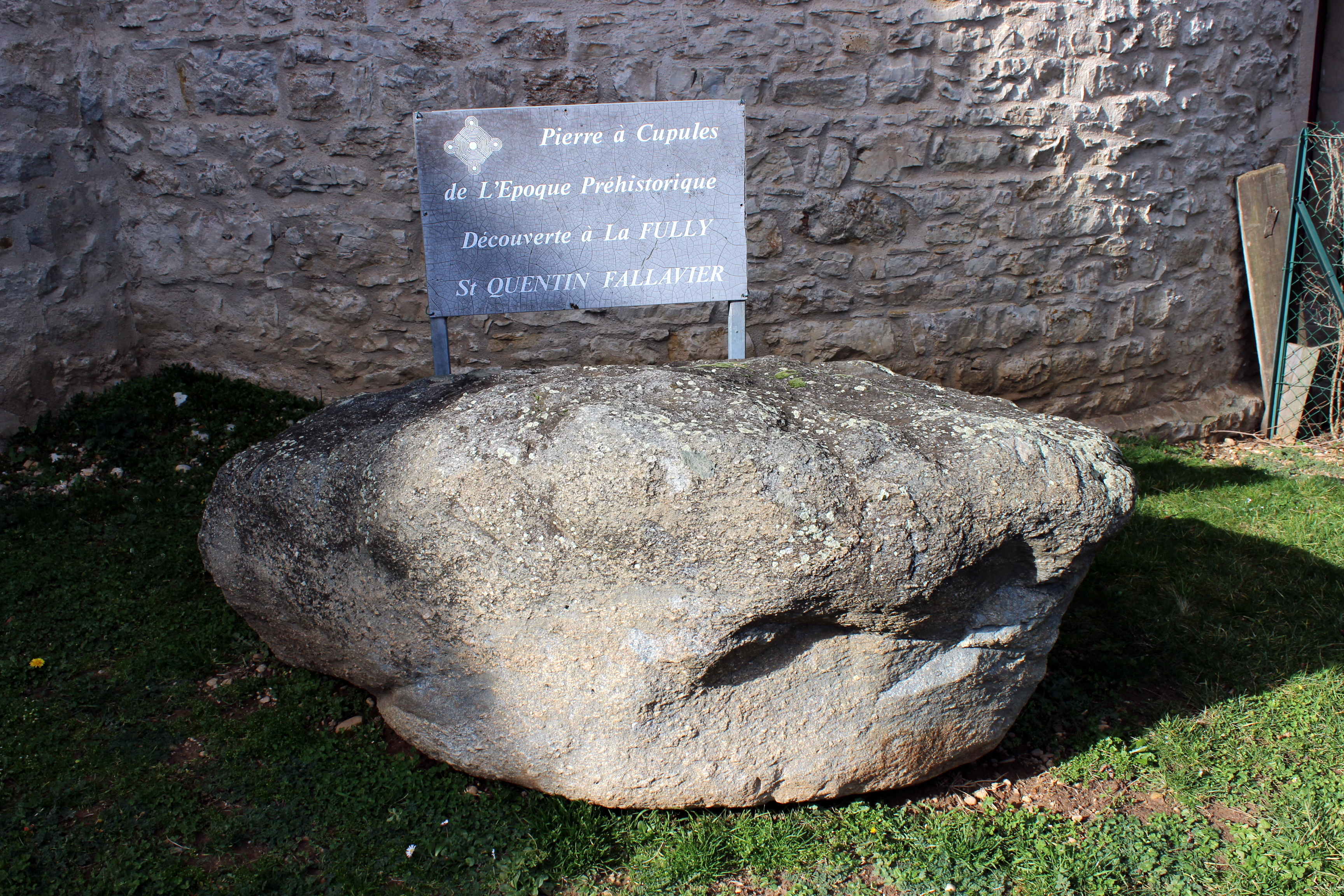
Pierre à cupules de Saint-Quentin-Fallavier.

- Saint-Hilaire : pierre à cupules de Saint-Hilaire du Touvet  100 cupules. (Pierre de la Forêt des Dioux déplacée). Déposée au flanc de l'église et du départ du funiculaire. (45° 18′ 29″ N, 5° 53′ 13″ E)
- Saint Hilaire de Brens : la Pierre Femme, située sur le plateau de Saint Hilaire, mais en fait à quelques mètres près, sur le territoire de la commune de Vénérieu. Ainsi qu'une autre pierre à cupules découverte en 2006[7].
- Saint Chef : banc de pierre placé à droite du porche de l'église. 12 cupules[6]
- Saint-Martin-d'Hères : pierre du Bigot (45° 09′ 41″ N, 5° 46′ 46″ E)
- Saint Marcel Bel Accueil[5] 4 pierres, de 1,1,10 et 13 cupules.
- Saint Savin[5]
- Saint-Quentin-Fallavier : pierre à cupules de Saint-Quentin (pierre du vallon de la Fuly). Déplacée. Déposée au flanc de l'église de St-Quentin-Fallavier (45° 37′ 57″ N, 5° 06′ 42″ E)
- Satolas-et-Bonce :  pierre à cupule du Mollard Chantout, 31 cupules (45° 41′ 12″ N, 5° 06′ 30″ E), pierre à cupule de Serverieu, 14 cupules, transférée au château de Satolas (localisation approximative du lieu d'extraction 45° 41′ 46″ N, 5° 07′ 16″ E). Noter la proximité (600 m) avec la pierre à cupule de Saint Laurent-Rhône)
- Vénérieu : deux pierres dont la Pierre Femme, situées sur le plateau de Saint Hilaire de Brens, mais à quelques mètres près sur le territoire de la commune de Vénérieu.
- La Verpillière : bloc erratique de La Verpillière (Pierre de Millet). Provenance St-Quentin-Fallavier. Actuel socle du monument aux morts de la Verpillière[8]
- Veyssilieu[5] deux pierres de 8 et 3 cupules

### Lot
- Concots : Pech de la Corne

### Lozère
- Barre-des-Cévennes : rocher des fées du Barret (44° 14′ 30″ N, 3° 38′ 20″ E)
- Chauvet
- Saint-Laurent-de-Trèves : rocher des Conques de Ferrières (44° 16′ 51″ N, 3° 38′ 07″ E)

### Morbihan
- Lanester : Pierre à cupules de St Guénahel
- Ploemeur : Pierre à cupules de la mediathèque

### Puy-de-Dôme
- Châteldon : combeau de Rongère Montagne (45° 57′ 55″ N, 3° 35′ 05″ E), cupules de Roussille 45° 58′ 13″ N, 3° 33′ 53″ E
- Lachaux : pierre du Sang (45° 58′ 22″ N, 3° 36′ 12″ E)
- Saint-Genès-du-Retz : pierre sanglante (46° 03′ 51″ N, 3° 12′ 32″ E)

### Pyrénées Orientales
- Eyne : pierre à cupules

### Bas-Rhin
- Lutzelhouse : cromlech de l'enceinte du Jardin des Fées (48° 32′ 02″ N, 7° 15′ 04″ E)

### Rhône
- Saint Laurent de Mure : Bois du Roucou (en bordure du village de Bonce, site d'une autre pierre à cupule, et de celle de Serverieu)  (45° 41′ 17″ N, 5° 06′ 04″ E)
- Poleymieux-au-Mont-d'Or : vallon de Pins et Fournat[9]

### Savoie

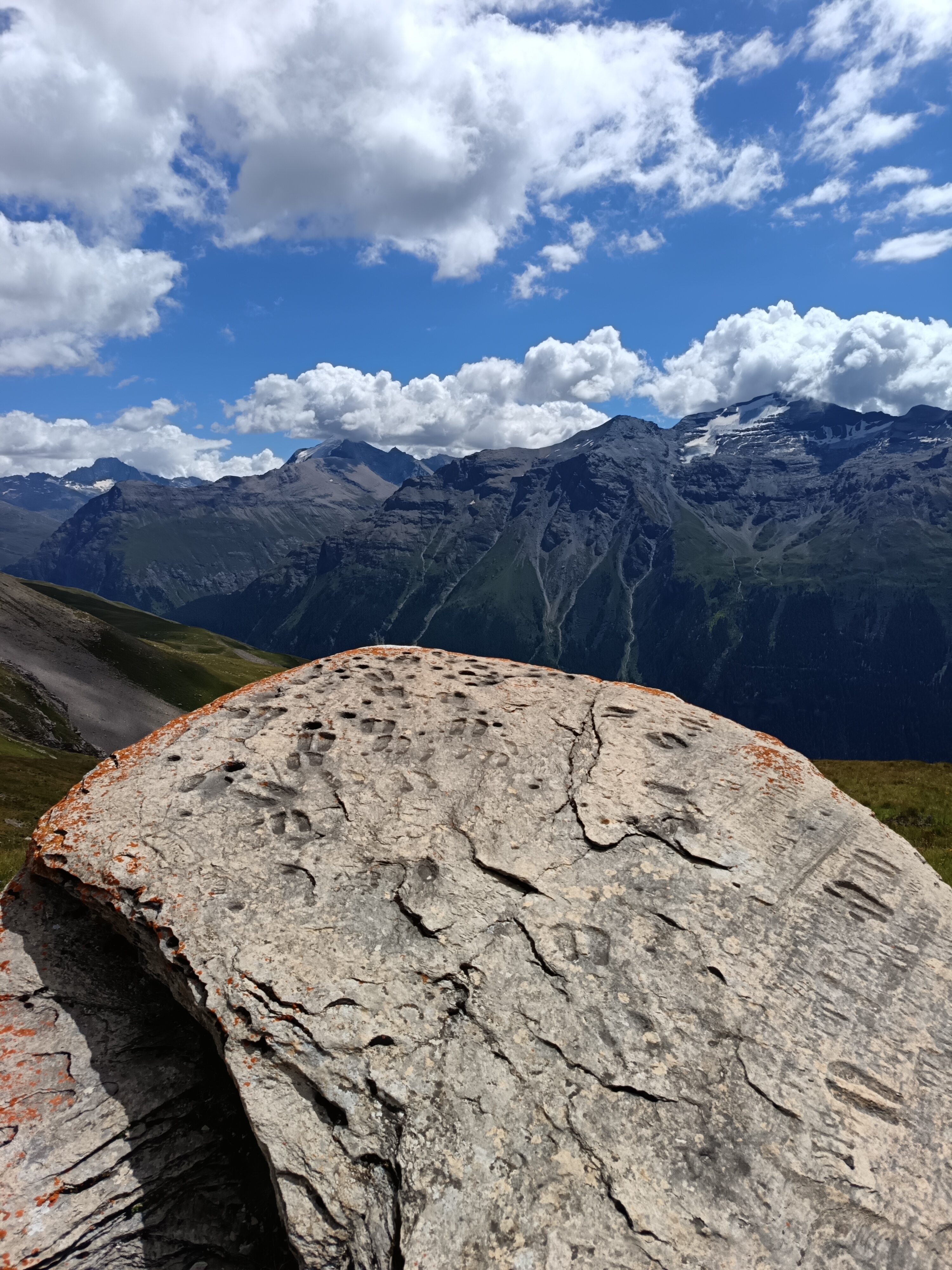
La Pierre aux Pieds.

- La Pierre aux Pieds.Albens : une pierre découverte lors de la construction du collège Jacques Prévert, depuis lors exposée dans son enceinte.
- Feissons-sur-Salins : blocs erratiques de La Charpine[10].
- sous le Mont Mirantin au-dessus du hameau de Molliessoulaz sur la commune de Queige. Des indications sont présentes pour accéder depuis le lieu-dit des Chappes.
- Blocs cupulaires de Billième : ensemble de cinq sites de pierres à cupules autour du village de Billième.
- Lanslevillard : Pierre de Chantelouve[11] (45° 17′ 31″ N, 6° 57′ 27″ E) et la Pierre aux Pieds[12] (aussi appelé Rocher aux Pieds), sur l'axe général des gravures rupestres du Grand roc Noir.
- Valloire : Pierre à cupules de la Grande Chible (2 200 m), pierre de la Jarguette (avant les Mottets)

### Haute-Savoie
- Allinges : bloc erratique sculpté d'Allinges[13]
- Féternes : la pierre à cupules de Féternes (46° 20′ 48″ N, 6° 32′ 46″ E), pierre tabulaire couverte de dizaines de cupules parfaitement dessinées, se situe entre l'oratoire de Lesvaux et le Creux, près de l'ancienne route qui permettait de remonter depuis le gué de Vongy vers le plateau de Gavot.
- Messery : pierre à cupules de Veigy[14]
- Thonon-les-Bains : pierre des Sacrifices[15]
- Vallorcine : Pierre à cupules de la Poya 46° 01′ 10″ nord, 6° 54′ 53″ est
- Vers (Haute-Savoie) : pierre à cupules située sur les hauteurs du village (le Mont).

### Deux-Sèvres
- Saint-Aubin-de-Baubigné (Mauléon) : 
  - Les Pierres à cupules de La Millassière[16],[17]
  - Blocs des Vaulx[18]

### Var
- Hyères: Pierre à cupules de Hyères 43° 07′ 20″ N, 6° 07′ 32″ E

### Vendée
- Île de Noirmoutier :
  - Pierre des Dames (47° 00′ 40″ N, 2° 13′ 12″ O)

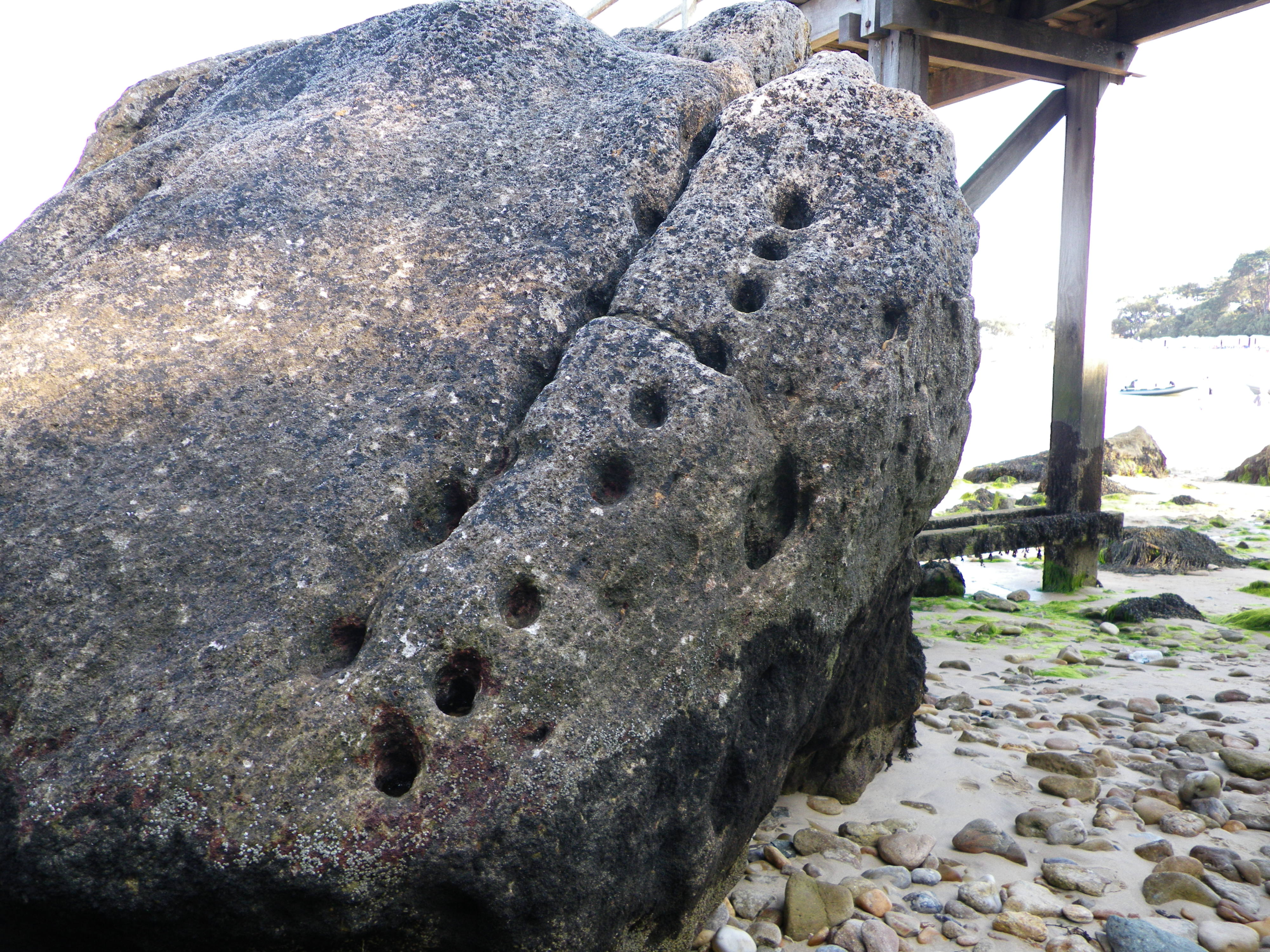
Pierre des Dames.

- L'Île-d'Yeu :
  - Pierre des Amporelles (46° 43′ 12″ N, 2° 23′ 52″ O)
  - Pierre du Chien à l'Affût
  - Pierre à cupules de Ker Daniau (46° 42′ 32″ N, 2° 22′ 50″ O)
  - Pierres du Pain et du Beurre (46° 41′ 31″ N, 2° 19′ 29″ O)
  - Pierre à cupules des Roses (46° 43′ 45″ N, 2° 22′ 01″ O)
  - Roche aux Fras (46° 42′ 11″ N, 2° 20′ 50″ O)
  - Table du Jars
  - Table de Ker Difouane

### Vienne
- Archigny : pierre du Pas-de-l'Âne (46° 37′ 52″ N, 0° 40′ 50″ E)

### Vosges
- Le Val d'Ajol - Plombières-les-Bains : La pierre à cupule (47° 57′ 04″ N, 6° 26′ 51″ E)